# Кольцевая линия (Лондон)
Кольцева́я ли́ния (англ. Circle line) — восьмая по загруженности линия Лондонского метрополитена. На карте метро обозначена желтым цветом. Представляет собой петлю вокруг центра Лондона на северном берегу Темзы. На юге платформы имеют длину 120 метров, в месте пересечения с линией Метрополитэн — 130 метров.

## Станции
Изначально поезда по Кольцевой линии циркулировали во встречных направлениях («внешний» и «внутренний» круг) по замкнутому маршруту без конечной станции. С декабря 2009 года к Кольцевой линии добавилась ветка на Хаммерсмит — линия из замкнутого кольца превратилась в двухпутную спираль с конечными станциями «Хаммерсмит» и «Эджвер-роуд».
по внешнему кольцу по часовой стрелке от Паддингтона со стороны Хаммерсмита:
- Paddington → Great Western Main Line
- Edgware Road
- Baker Street
- Great Portland Street
- Euston Square → Euston station и West Coast Main Line
- King’s Cross St Pancras  → St. Pancras International (Eurostar, Midland Main Line, High Speed 1) и King’s Cross (East Coast Main Line)
- Farringdon
- Barbican
- Moorgate
- Liverpool Street → Great Eastern Main Line
- Aldgate
- Tower Hill
- Monument
- Cannon Street
- Mansion House
- Blackfriars
- Temple
- Embankment
- Westminster
- St. James’s Park
- Victoria → Chatham Main Line и Brighton Main Line
- Sloane Square
- South Kensington
- Gloucester Road
- High Street Kensington
- Notting Hill Gate
- Bayswater
- Paddington → Great Western Main Line
- Эджвер-роуд (конечная станция, после оборота поезд начинает движение против часовой стрелки в сторону Хаммерсмита по путям внутреннего кольца)[3].

## В культуре
Кольцевая линия Лондонского метрополитена полностью воссоздана в третьей части игры «World of Subways» немецкой компании разработчиков TML-Studios.